# Certain Things Are Likely
 (novembre 2017).
Si vous disposez d'ouvrages ou d'articles de référence ou si vous connaissez des sites web de qualité traitant du thème abordé ici, merci de compléter l'article en donnant les références utiles à sa vérifiabilité et en les liant à la section « Notes et références ».
Albums de Kissing the Pink
What Noise?
(1984) Sugarland
(1993)
Singles
1. One Step
Sortie : 1985
2. Certain things are likely
Sortie : 1986
3. Never too late to love you
Sortie : 1986

Certain Things Are Likely est le troisième album du groupe britannique de new wave, dance et synthpop Kissing the Pink, sorti en 1986. Il est enregistré et mixé à Londres.
La chanson-titre, Certain things are likely (en), est un succès, se classant no 1 du Billboard Dance Club Songs, durant 3 semaines, en mai 1987. Elle se place également dans le Billboard Hot 100, en 97e position.
Dans le même temps, le single One Step, qui n'atteint que la 79e place sur les charts du Royaume-Uni, est  jouée dans l'émission télévisée britannique Top of the Pops.

## Liste des titres
|       | 'Face A'                   |      |
| A1.   | One Step                   | 4:29 |
| A2.   | Never too late to love you | 3:49 |
| A3.   | Certain things are likely  | 4:13 |
| A4.   | Dream dream                | 3:49 |
| A5.   | No-one's on the same side  | 3:46 |
|       | 'Face B'                   |      |
| B1.   | Can you hear me            | 4:29 |
| B2.   | Jones                      | 3:48 |
| B3.   | Identity card              | 3:27 |
| B4.   | One day                    | 4:11 |
| B5.   | I won't wait               | 4:55 |
| 40:57 |                            |      |

| Titre bonus - Édition CD, Allemagne (Magnet Records, 1986) | Titre bonus - Édition CD, Allemagne (Magnet Records, 1986) | Titre bonus - Édition CD, Allemagne (Magnet Records, 1986) | Titre bonus - Édition CD, Allemagne (Magnet Records, 1986) | Titre bonus - Édition CD, Allemagne (Magnet Records, 1986) | Titre bonus - Édition CD, Allemagne (Magnet Records, 1986) | Titre bonus - Édition CD, Allemagne (Magnet Records, 1986) | Titre bonus - Édition CD, Allemagne (Magnet Records, 1986) | Titre bonus - Édition CD, Allemagne (Magnet Records, 1986) | Titre bonus - Édition CD, Allemagne (Magnet Records, 1986) |
| No                                                         | Titre                                                      | Durée                                                      |                                                            |                                                            |                                                            |                                                            |                                                            |                                                            |                                                            |
| ---------------------------------------------------------- | ---------------------------------------------------------- | ---------------------------------------------------------- | ---------------------------------------------------------- | ---------------------------------------------------------- | ---------------------------------------------------------- | ---------------------------------------------------------- | ---------------------------------------------------------- | ---------------------------------------------------------- | ---------------------------------------------------------- |
| 11.                                                        | One Step (Extended Remix)                                  | 7:12                                                       |                                                            |                                                            |                                                            |                                                            |                                                            |                                                            |                                                            |
| 48:10                                                      |                                                            |                                                            |                                                            |                                                            |                                                            |                                                            |                                                            |                                                            |                                                            |

| Titres bonus - Réédition digitale (Magnet Records, Rhino Records, 13 janvier 2012) | Titres bonus - Réédition digitale (Magnet Records, Rhino Records, 13 janvier 2012) | Titres bonus - Réédition digitale (Magnet Records, Rhino Records, 13 janvier 2012) | Titres bonus - Réédition digitale (Magnet Records, Rhino Records, 13 janvier 2012) | Titres bonus - Réédition digitale (Magnet Records, Rhino Records, 13 janvier 2012) | Titres bonus - Réédition digitale (Magnet Records, Rhino Records, 13 janvier 2012) | Titres bonus - Réédition digitale (Magnet Records, Rhino Records, 13 janvier 2012) | Titres bonus - Réédition digitale (Magnet Records, Rhino Records, 13 janvier 2012) | Titres bonus - Réédition digitale (Magnet Records, Rhino Records, 13 janvier 2012) | Titres bonus - Réédition digitale (Magnet Records, Rhino Records, 13 janvier 2012) |
| No                                                                                 | Titre                                                                              | Durée                                                                              |                                                                                    |                                                                                    |                                                                                    |                                                                                    |                                                                                    |                                                                                    |                                                                                    |
| ---------------------------------------------------------------------------------- | ---------------------------------------------------------------------------------- | ---------------------------------------------------------------------------------- | ---------------------------------------------------------------------------------- | ---------------------------------------------------------------------------------- | ---------------------------------------------------------------------------------- | ---------------------------------------------------------------------------------- | ---------------------------------------------------------------------------------- | ---------------------------------------------------------------------------------- | ---------------------------------------------------------------------------------- |
| 11.                                                                                | One Step (Extended 12" Mix)                                                        | 7:14                                                                               |                                                                                    |                                                                                    |                                                                                    |                                                                                    |                                                                                    |                                                                                    |                                                                                    |
| 12.                                                                                | Certain Things Are Likely (PWL 7" Radio Mix)                                       | 4:10                                                                               |                                                                                    |                                                                                    |                                                                                    |                                                                                    |                                                                                    |                                                                                    |                                                                                    |
| 52:22                                                                              |                                                                                    |                                                                                    |                                                                                    |                                                                                    |                                                                                    |                                                                                    |                                                                                    |                                                                                    |                                                                                    |

## Crédits

### Membres du groupe
- Simon Aldridge : guitare, chant
- Stephen Cusack : batterie, chant
- John Kingsley Hall : claviers, chant
- Nicholas Whitecross : guitare, chant

### Équipes technique et production
- Production : KTP, Peter Walsh, Phil Harding
- Ingénierie : Nicholas Whitecross
- Mixage : Phil Harding